# ناحیه گام‌لاگ، شهرستان پوپ، آرکانزاس
ناحیه گام‌لاگ، شهرستان پوپ، آرکانزاس (به انگلیسی: Gum Log Township) یک منطقهٔ مسکونی در ایالات متحده آمریکا است که در شهرستان پوپ، آرکانزاس واقع شده‌است. ناحیه گام‌لاگ ۱٬۴۲۰ نفر جمعیت دارد و ۲۳۴٫۰۹ متر بالاتر از سطح دریا واقع شده‌است.